# 4579 Puccini
A 4579 Puccini (ideiglenes jelöléssel 1989 AT6) a Naprendszer kisbolygóövében található aszteroida. Freimut Börngen fedezte fel 1989. január 11-én.